# A Fonsagrada (járás)
A Fonsagrada egy járás (comarca) Spanyolország Galicia autonóm közösségében, Lugo tartományban. Székhelye A Fonsagrada.

## Települések
A székhely félkövérrel szerepel.
- Baleira
- A Fonsagrada
- Negueira de Muñiz

1. ↑  https://www.ine.es/dynt3/inebase/index.htm?padre=525